# Habrocestoides phulchokiensis
Habrocestoides phulchokiensis là một loài nhện trong họ Salticidae.
Loài này thuộc chi Habrocestoides. Habrocestoides phulchokiensis được Dmitri Viktorovich Logunov miêu tả năm 1999.